# Episodi di Emma una strega da favola (prima stagione)
La prima stagione della serie televisiva Emma una strega da favola è andata in onda negli Stati Uniti d'America dal 1º gennaio al 30 gennaio 2014 su Nickelodeon. Il 24 gennaio 2014 è andato in onda un episodio speciale intitolato A Witch's Tale, che riassume i precedenti e dà alcune anticipazioni degli episodi successivi, non trasmesso in Italia.
In Italia gli episodi sono stati divisi in due puntate da circa venti minuti l'una aggiungendo scene inedite nella versione originale, diventando così da 21 a 40. Il primo episodio è stato trasmesso in anteprima il 31 ottobre 2014 su Boing, dove la serie è partita regolarmente il 24 novembre e si è conclusa il 18 dicembre 2014.
| nº | Titolo originale       | Titolo italiano                     | Prima TV USA    | Prima TV Italia  |
| -- | ---------------------- | ----------------------------------- | --------------- | ---------------- |
| 1  | Discovery              | Una strana allergia                 | 1º gennaio 2014 | 31 ottobre 2014  |
| 1  | Discovery              | La scoperta                         | 1º gennaio 2014 | 31 ottobre 2014  |
| 2  | The Big Rescue         | Sono una strega?                    | 2 gennaio 2014  | 24 novembre 2014 |
| 2  | The Big Rescue         | Salvate Emma                        | 2 gennaio 2014  | 24 novembre 2014 |
| 3  | The Big Chill          | Il grande freddo                    | 3 gennaio 2014  | 25 novembre 2014 |
| 3  | The Big Chill          | Squali in acqua                     | 3 gennaio 2014  | 25 novembre 2014 |
| 4  | I'm a Witch            | Amiche per sempre                   | 6 gennaio 2014  | 26 novembre 2014 |
| 4  | I'm a Witch            | L'incantesimo del fascino           | 6 gennaio 2014  | 26 novembre 2014 |
| 5  | Magic Fight Club       | A colpi di magia                    | 7 gennaio 2014  | 27 novembre 2014 |
| 5  | Magic Fight Club       | Una magia per Daniel                | 7 gennaio 2014  | 27 novembre 2014 |
| 6  | Monkey Business        | Lo spettacolo di magia              | 8 gennaio 2014  | 28 novembre 2014 |
| 6  | Monkey Business        | Lily la scimmietta                  | 8 gennaio 2014  | 28 novembre 2014 |
| 7  | Monkey Business II     | Una scimmietta a scuola             | 9 gennaio 2014  | 1º dicembre 2014 |
| 7  | Monkey Business II     | Salviamo la scimmietta              | 9 gennaio 2014  | 1º dicembre 2014 |
| 8  | Mac-sic-cle            | Alla caccia dell'Hexoren            | 10 gennaio 2014 | 2 dicembre 2014  |
| 8  | Mac-sic-cle            | Dico quello che non penso           | 10 gennaio 2014 | 2 dicembre 2014  |
| 9  | I Said, Upside Down    | Mac congelato!                      | 13 gennaio 2014 | 3 dicembre 2014  |
| 9  | I Said, Upside Down    | Sottosopra                          | 13 gennaio 2014 | 3 dicembre 2014  |
| 10 | I-Guana Dance With You | Scambio di ruoli                    | 14 gennaio 2014 | 4 dicembre 2014  |
| 10 | I-Guana Dance With You | Un'iguana alla festa                | 14 gennaio 2014 | 4 dicembre 2014  |
| 11 | I-Guana You Back       | Alla ricerca dell'iguana scomparsa  | 15 gennaio 2014 | 5 dicembre 2014  |
| 11 | I-Guana You Back       | L'iguana ritrovata                  | 15 gennaio 2014 | 5 dicembre 2014  |
| 12 | I Heart Beau           | L'anima gemella                     | 16 gennaio 2014 | 8 dicembre 2014  |
| 12 | I Heart Beau           | Litigi tra amici!                   | 16 gennaio 2014 | 8 dicembre 2014  |
| 13 | Pantherized            | Emma non ha più amiche              | 17 gennaio 2014 | 9 dicembre 2014  |
| 13 | Pantherized            | Andi, torna in te                   | 17 gennaio 2014 | 9 dicembre 2014  |
| 14 | Walk Like A Panther    | Il passo della pantera              | 21 gennaio 2014 | 10 dicembre 2014 |
| 14 | Walk Like A Panther    | Un pizzico di magia                 | 21 gennaio 2014 | 10 dicembre 2014 |
| 15 | Beach Ball             | Beach Ball                          | 22 gennaio 2014 | 11 dicembre 2014 |
| 15 | Beach Ball             | La festa del dopopartita            | 22 gennaio 2014 | 11 dicembre 2014 |
| 16 | Lily Frog              | Il portale                          | 23 gennaio 2014 | 12 dicembre 2014 |
| 16 | Lily Frog              | La rana Lily                        | 23 gennaio 2014 | 12 dicembre 2014 |
| 17 | A Witch's Tale         | non trasmesso                       | 24 gennaio 2014 | non trasmesso    |
| 18 | Witches' Flu           | Febbre da strega                    | 27 gennaio 2014 | 15 dicembre 2014 |
| 18 | Witches' Flu           | Scoiattolo!                         | 27 gennaio 2014 | 15 dicembre 2014 |
| 19 | Hexoren Squared        | Tre spie in erba                    | 28 gennaio 2014 | 16 dicembre 2014 |
| 19 | Hexoren Squared        | La moltiplicazione dell'Hexoren     | 28 gennaio 2014 | 16 dicembre 2014 |
| 20 | Which Witch is Which   | La canzone per Emma!                | 29 gennaio 2014 | 17 dicembre 2014 |
| 20 | Which Witch is Which   | Io sono una strega                  | 29 gennaio 2014 | 17 dicembre 2014 |
| 21 | The Chosen One         | Pronti per il ballo (prima parte)   | 30 gennaio 2014 | 18 dicembre 2014 |
| 21 | The Chosen One         | Pronti per il ballo (seconda parte) | 30 gennaio 2014 | 18 dicembre 2014 |

## Una strana allergia/La scoperta
- Titolo originale: Discovery
- Diretto da: Arturo Manuitt e Leonardo Galavis
- Scritto da: Catharina Ledeboer

### Trama
Insieme al padre Francisco, nuovo professore di matematica all'Iridium High, Emma Alonso si trasferisce a Miami, dove iniziano ad accaderle eventi misteriosi. A scuola Emma fa la conoscenza del vicino di casa Daniel, di Andi, con cui stringe subito amicizia, e di Maddie, la gelosa ex fidanzata di Daniel, che possiede poteri misteriosi. Quando quella sera Emma invita Andi a dormire a casa sua e fa apparire dal nulla tantissimi palloncini, Andi suggerisce che Emma possa essere una strega.
- Guest star: Zoey Burger (Gigi Rueda), Jason Ian Drucker (Tommy Miller), Jackie Frazey (Melanie Miller), Louis Tomeo (Robert "Rob" Miller), Katie Barberi (Ursula Van Pelt), René Lavan (Francisco Alonso), Rafael de la Fuente (Julio), Whitney Goin (Christine Miller), Jimmie Bernal (Rick Miller).

## Sono una strega?/Salvate Emma
- Titolo originale: The Big Rescue
- Diretto da: Arturo Manuitt e Leonardo Galavis
- Scritto da: Catharina Ledeboer

### Trama
Per saltare il compito di matematica, gli Squali chiedono a Tony di creare un fumo puzzolente durante l'ora di chimica. La scuola viene evacuata, mentre Maddie, che ha intanto saputo da sua madre di essere una strega, chiude Emma in bagno con un incantesimo: la ragazza, però, riesce a teletrasportarsi fuori, anche se finisce in piscina. Ursula racconta a Maddie dell'Hexoren, un libro molto potente del quale devono entrare in possesso al più presto. Sia Maddie, sia Emma iniziano a esercitarsi a fare magie.

## Il grande freddo/Squali in acqua
- Titolo originale: The Big Chill
- Diretto da: Arturo Manuitt e Leonardo Galavis
- Scritto da: Catharina Ledeboer

### Trama
Maddie, gelosa di vedere Emma con Daniel, la congela per errore: Emma viene così portata nell'infermeria della scuola, dove conosce Lily, una strega senza poteri scelta dal Concilio delle Streghe come guardiana di Emma per guidarla e impedire che, nel corso della prossima eclissi, le vengano rubati i poteri, essendo Emma la Prescelta, cioè la strega più potente della sua generazione. Intanto, gli Squali chiedono a Tony di unirsi a loro in occasione della gara contro la squadra dei Delfini. Per avvantaggiare Daniel, Maddie lancia un incantesimo che faccia nuotare a cagnolino l'avversario del ragazzo, ma colpisce Daniel.

## Amiche per sempre/L'incantesimo del fascino
- Titolo originale: I'm a Witch
- Diretto da: Arturo Manuitt e Leonardo Galavis
- Scritto da: Catharina Ledeboer

### Trama
Gli Squali rischiano di perdere la gara di nuoto, ma Emma risolve la situazione con un incantesimo; tuttavia, i Delfini chiedono la squalifica. In attesa del responso del giudice, che alla fine si rivela negativo, Emma e Daniel cenano insieme e, quando il ragazzo la riporta a casa e la prende per mano, un arcobaleno appare nel cielo di notte, sorprendendo Daniel, che non sa come spiegare l'accaduto, cosi cerca di ricrearlo con l'aiuto dei suoi fratellini Emma trova tra le sue cose l'Hexoren e, con l'aiuto di Andi, inizia a fare pratica; intanto, Diego congela misteriosamente un quaderno. Emma usa l'incantesimo del fascino per avere il look di Nicki Minaj, ma non riesce ad annularlo, e trall'altro quella sera deve andare a cena a casa di Daniel.

## A colpi di magia/Una magia per Daniel
- Titolo originale: Magic Fight Club
- Diretto da: Arturo Manuitt e Leonardo Galavis
- Scritto da: Catharina Ledeboer

### Trama
Per riconquistare Daniel, Maddie crea una torta dell'amore, ma, a sua insaputa, Katie la scambia con un'altra e la fa mangiare a Diego e Mac, che s'innamorano di lei. Lily aiuta Emma ad annullare l'incantesimo del fascino. Maddie ed Emma combattono a colpi di magia per il possesso dell'Hexoren finché non vengono interrotte dalla preside. Dopo aver interrogato Sebastian, che era presente, sull'accaduto, la donna lo trasforma in un ranocchio, rivelando di essere anche lei una strega, e inizia a sospettare di Emma. Intanto, Daniel cerca di ricreare l'arcobaleno notturno con l'aiuto dei suoi fratelli, e l'esperimento riesce grazie all'aiuto magico di Emma. Più tardi, la ragazza assiste allo spettacolo di magia di Tony e lo aiuta segretamente con qualche incantesimo. Mentre aiuta Andi dietro le quinte, Emma rompe un vaso e lo aggiusta con la magia sotto gli occhi di Tony.

## Lo spettacolo di magia/Lily la scimmietta
- Titolo originale: Monkey Business
- Diretto da: Arturo Manuitt e Leonardo Galavis
- Scritto da: Catharina Ledeboer

### Trama
Dopo aver visto Emma usare la magia, Tony crede che anche lei sia una maga amatoriale come lui. Katie non sopporta più le attenzioni di Diego e Mac e chiede a Maddie di spezzare l'effetto della torta dell'amore, ma Maddie acconsente solo dopo aver visto i due ragazzi tormentare Katie ancora un po'. Intanto, la preside convoca Emma nel suo studio e cerca di costringerla a fare una rima, ma Emma viene salvata da Andi. Più tardi, Maddie scopre che Lily è la guardiana di Emma e le lancia un incantesimo per trasformarla in una scimmietta, impedendole di dire a Emma che le rane nell'ufficio della preside sono in realtà alcuni professori e studenti.

## Una scimmietta a scuola/Salviamo la scimmietta
- Titolo originale: Monkey Business II
- Diretto da: Arturo Manuitt e Leonardo Galavis
- Scritto da: Catharina Ledeboer

### Trama
Per aiutare Lily a tornare umana, Emma non si presenta all'appuntamento in spiaggia con Daniel, che ci resta male e accetta che Tony chieda alla ragazza di uscire. Il giorno dopo, Maddie propone a Emma di sciogliere l'incantesimo se le consegnerà l'Hexoren, ma Emma rifiuta. Mentre Diego dà prova di avere il potere di controllare il fuoco, la scimmietta viene avvistata nei corridoi della scuola e Francisco chiama la protezione animali.

## Alla caccia dell'Hexoren/Dico quello che non penso
- Titolo originale: Mac-sic-cle
- Diretto da: Arturo Manuitt e Leonardo Galavis
- Scritto da: Catharina Ledeboer

### Trama
Grazie a Emma, che spezza l'incantesimo di Maddie, Lily torna normale poco prima di venire catturata dalla protezione animali: Julio, però, assiste alla scena. Approfittando dell'assenza di Emma e Francisco, Maddie entra in casa Alonso e ruba l'Hexoren, ma, mentre è in casa, sente Emma e Daniel arrivare e fa un incantesimo al ragazzo per fargli dire il contrario di quello che pensa. Daniel finisce quindi per insultare Emma e rimettersi con Maddie senza volere. Diego congela Mac per sbaglio.

## Mac congelato!/Sottosopra
- Titolo originale: I Said, Upside Down
- Diretto da: Arturo Manuitt e Leonardo Galavis
- Scritto da: Catharina Ledeboer

### Trama
Grazie a Julio, Diego riporta Mac alla normalità. Daniel capisce che deve dire il contrario di quello che pensa per riuscire a parlare con Emma, ma Maddie rompe l'incantesimo poco prima e Daniel insulta Emma di nuovo; poi, Maddie capovolge la classe di Emma, Andi e Tony per dimostrare di essere più potente: Emma si vede così costretta a dire a Tony che è una strega. Dopo scuola, Daniel si presenta a casa di Emma e le chiede di diventare la sua ragazza.

## Scambio di ruoli/Un'iguana alla festa
- Titolo originale: I-Guana Dance With You
- Diretto da: Arturo Manuitt e Leonardo Galavis
- Scritto da: Catharina Ledeboer

### Trama
Non potendo mettersi con Daniel senza dirgli la verità, Emma decide di raccontargli tutto, ma viene interrotta da Lily. Daniel se ne va e il giorno dopo lascia Maddie. Quest'ultima decide di vendicarsi di Emma, ma, mentre sta per lanciarle un incantesimo, arriva la preside. Intanto, Julio scopre che Lily è una strega ed Emma cancella la memoria di Tony per fargli dimenticare che lei è una strega. Maddie, arrabbiata per essere stata lasciata, decide di trasformare Daniel in un'iguana, ma poi si pente e ferma l'incantesimo prima di completare la rima; tuttavia, per essere sicura che l'incantesimo non sia riuscito, si intrufola a casa Miller, dove trova un'iguana e si convince che si tratti di Daniel.

## Alla ricerca dell'iguana scomparsa/L'iguana ritrovata
- Titolo originale: I-Guana You Back
- Diretto da: Arturo Manuitt e Leonardo Galavis
- Scritto da: Catharina Ledeboer

### Trama
Maddie porta a casa l'iguana che i genitori di Tommy volevano regalargli per il compleanno, ma scopre che non si tratta di Daniel quando Miss Informazione pubblica una foto di Emma e Daniel che cercano insieme l'iguana. Quando Daniel accompagna Emma a casa, trova l'iguana sul suo divano con la cuccia e la ciotola. Intanto, la preside progetta di utilizzare Diego come canalizzatore per trasferire a lei i poteri della Prescelta.

## L'anima gemella/Litigi tra amici!
- Titolo originale: I Heart Beau
- Diretto da: Arturo Manuitt e Leonardo Galavis
- Scritto da: Catharina Ledeboer

### Trama
Daniel accusa Emma di aver rubato l'iguana per poi restituirgliela e farsi notare, ma lei nega dicendo di non sapere come sia finita in casa sua. Tony decide di difendere Emma e racconta di aver trovato l'iguana e di averla portata a casa di Emma affinché fosse lei a restituirla a Daniel. Julio dice a Diego che è l'ultimo rimasto della tribù dei Kanay e che deve fare attenzione a mostrare i suoi poteri; di conseguenza, a causa del comportamento più prudente di Diego, lui e Mac litigano. Anche Emma e Andi litigano quando quest'ultima la rimprovera di non curarsi dell'eclisse, e Maddie ne approfitta per trasformare Andi in una delle Pantere. Intanto, Sophie s'innamora di Beau, un camaleonte trasformato in adolescente da Maddie per errore.

## Emma non ha più amiche/Andi, torna in te
- Titolo originale: Pantherized
- Diretto da: Arturo Manuitt e Leonardo Galavis
- Scritto da: Catharina Ledeboer

### Trama
Dopo essere stata trasformata da Maddie in una Pantera, Andi dice a Emma che non sono più amiche, ma lei capisce che Andi è sotto un incantesimo e, non volendo abbandonare la sua amica, s'intrufola a casa Van Pelt e con un incantesimo la fa tornare normale. Intanto, Julio insegna a Diego a usare i suoi poteri da Kanay e Lily si ricorda che la preside è una strega cattiva che trasforma le persone in rospi.

## Il passo della pantera/Un pizzico di magia
- Titolo originale: Walk Like A Panther
- Diretto da: Arturo Manuitt e Leonardo Galavis
- Scritto da: Catharina Ledeboer

### Trama
Daniel invita Maddie ad accompagnarlo al Beach Ball per far ingelosire Emma. Emma e Andi fanno la pace, Andi fa finta di essere ancora sotto l'incantesimo di Maddie, ma viene scoperta. Per ottenere l'Hexoren, Andi rapisce Beau e offre a Maddie uno scambio. In un primo momento Maddie rifiuta, ma poi, vedendo Sophie in preda alla disperazione, accetta; lo scambio, tuttavia, va a monte quando Maddie scopre che Andi non ha più Beau con sé. Intanto, Emma riporta Beau a casa di Maddie, ma lui rivela a Sophie di voler tornare ad essere un camaleonte per tornare dalla sua famiglia, e lei accetta di aiutarlo perché vuole che sia felice.

## Beach Ball/La festa del dopopartita
- Titolo originale: Beach Ball
- Diretto da: Arturo Manuitt e Leonardo Galavis
- Scritto da: Catharina Ledeboer

### Trama
L'Hexoren lascia la casa di Maddie in volo, mentre Beau torna camaleonte e ritorna dalla sua famiglia. Emma e Daniel accompagnano rispettivamente Tony e Maddie al Beach Ball, scatenando la gelosia l'uno dell'altra. Durante la partita di beach volley contro i Delfini, Diego, arrabbiato con sua sorella Gigi, fa esplodere la palla davanti a tutti; Maddie capisce che il ragazzo ha dei poteri e, volendolo come alleato, gli svela di essere una strega, anche se lui non le crede. Dopo aver proposto a Andi di diventare la Guardiana di Emma insieme a lei, Lily, aiutata dalla ragazza, continua le ricerche sulla preside e scopre che è una strega molto vecchia; decide quindi di chiedere aiuto al Concilio delle Streghe.

## Il portale/La rana Lily
- Titolo originale: Lily Frog
- Diretto da: Arturo Manuitt e Leonardo Galavis
- Scritto da: Catharina Ledeboer

### Trama
Mentre alla festa del dopopartita Daniel canta una canzone dedicandola a Emma, la preside scopre che Andi sa dell'esistenza delle streghe e tenta di costringerla a rivelarle l'ingresso del Concilio, ma Andi rifiuta; quando la donna sta per trasformarla in una rana, l'Hexoren soccorre Andi portandola al riparo. Lily fa credere a Julio che Maddie è la Prescelta e fa in tempo a rivelare a Andi che la preside è una ex Prescelta prima di essere trasformata in una rana.

## Febbre da strega/Scoiattolo!
- Titolo originale: Witches' Flu
- Diretto da: Arturo Manuitt e Leonardo Galavis
- Scritto da: Catharina Ledeboer

### Trama
Emma prende la febbre e, non riuscendo a controllare i suoi poteri quando starnutisce, fa diventare le sopracciglia di Daniel giganti, ma le riporta alla normalità una volta guarita. La preside dice a Maddie che lei è la Prescelta, dominatrice delle streghe e distruttrice dell'umanità, e che deve seguire i suoi consigli perché è la sua Guardiana. Maddie si fa invitare da Diego alla festa che si terrà il giorno dell'eclissi, mentre Emma rifiuta l'invito di Daniel. I fratellini di Daniel spiano Emma per scoprire come mai attorno a lei accadono sempre cose strane, e sentono Andi e Tony parlare della battaglia che si terrà durante l'eclisse.

## Tre spie in erba/La moltiplicazione dell'Hexoren
- Titolo originale: Hexoren Squared
- Diretto da: Arturo Manuitt e Leonardo Galavis
- Scritto da: Catharina Ledeboer

### Trama
I fratellini di Daniel gli riferiscono quello che hanno sentito da Andi e Tony, e che Emma è una strega; intanto, Andi dice a Emma che la Prescelta autentica ha un neo a forma di stella. Maddie, dopo aver scoperto che Emma ha l'Hexoren, lotta con lei per il possesso del libro, ma ci cade dell'acqua sopra e inizia a moltiplicarsi. La preside fa sparire tutte le copie, senza accorgersi che Maddie ne ha presa una, e lancia un incantesimo per distruggere Emma. Quest'ultima, però, riesce a teletrasportarsi in piscina prima di essere colpita, anche se Maddie, non sapendo che Emma è sopravvissuta, si sente in colpa. Mentre Maddie e Ursula si recano da Francisco per fargli le condoglianze, Emma e Andi s'intrufolano in casa Van Pelt alla ricerca dell'Hexoren, ma vengono sorprese da Daniel.

## La canzone per Emma!/Io sono una strega
- Titolo originale: Which Witch is Which
- Diretto da: Arturo Manuitt e Leonardo Galavis
- Scritto da: Catharina Ledeboer

### Trama
Maddie trova Daniel a casa sua e il ragazzo, per impedirle di scoprire la presenza di Emma e Andi, la distrae dandole un CD destinato a Emma. La preside si presenta a casa di Emma dicendole di aver scoperto che è lei la Prescelta, e non Maddie, perché ha lanciato un controincantesimo per non essere distrutta ancora più veloce del suo. Daniel, andato da Emma per chiederle spiegazioni su cosa cercasse a casa di Maddie, sente tutto il dialogo e la ragazza si vede costretta a confessargli di essere una strega. Diego scopre che la preside vuole utilizzarlo come canale per rubare i poteri di Maddie fino a polverizzarlo, e chiede l'aiuto degli altri Squali. Emma, dopo aver trovato sulla pianta del piede il neo a forma di stella della Prescelta, va a dirlo a Maddie e le chiede di allearsi contro la preside, ma Maddie rifiuta.

## Pronti per il ballo (prima parte)/Pronti per il ballo (seconda parte)
- Titolo originale: The Chosen One
- Diretto da: Arturo Manuitt e Leonardo Galavis
- Scritto da: Catharina Ledeboer

### Trama
È il giorno dell'eclisse e la preside si prepara ad attuare il suo piano. Daniel accetta di aiutare Emma e, insieme agli altri Squali, versa dell'acqua addosso alla preside, che si scioglie. Emma fa tornare Lily normale e si prepara per andare al ballo con Daniel, ma la preside, che è ancora viva, rapisce il ragazzo e lo sfrutta per attirare Emma nell'auditorium deserto. Utilizzando Diego e una magia presa dall'Hexoren di Maddie, che in realtà è la copia dell'originale, la preside inizia il trasferimento dei poteri, ma l'incantesimo viene interrotto da Daniel, che, dopo essersi liberato, usa il vero Hexoren per distruggere il campo magico. Emma, essendo troppo debole per sconfiggere la preside, convince Maddie ad aiutarla, e, grazie all'Hexoren e a un incantesimo congiunto, distruggono la preside, anche se perdono entrambe i loro poteri. Il gruppo torna poi alla festa, durante la quale Daniel ed Emma si baciano. Il giorno dopo, Emma prova a far apparire dei fiori nella scuola: in un primo momento sembra non sia accaduto nulla, ma, poi, quando solleva da terra la sua cartella, iniziano a spuntare fiori in tutta la scuola.